# Dapélogo
Pour le département et la commune rurale, voir Dapélogo (département).
Ne doit pas être confondu avec Dapologo.
Dapélogo, également orthographié Dapelgo, est un village et le chef-lieu du département et la commune rurale de Dapélogo, situé dans la province du Bassitenga et la région de Oubri au Burkina Faso.

## Géographie
Dapélogo se trouve à environ 35 km au nord du centre de Ouagadougou et à 25 km au nord-ouest de Ziniaré, le chef-lieu provincial.
Le village est traversé par la route nationale 22 reliant Ouagadougou à Kongoussi. Le principal quartier du village est Nakom Bili.
La commune rurale, elle, est constituée de 29 villages (dont celui de Dapélogo) regroupés en cinq secteurs ruraux.

## Histoire
En 2000, Dapélogo procède à son jumelage avec la ville française de Loudun.
Cette association est étendue en 2002 à la communauté de communes du Pays loudunais nouvellement formée.
Avec la réforme administrative départementale du Burkina Faso en 2009, elle passe à l'échelon du département de Dapélogo constitué alors en commune rurale.

## Santé et éducation
Dapélogo accueille un centre de santé et de promotion sociale (CSPS) tandis que le centre médical avec antenne chirurgicale (CMA) de la province se trouve à Ziniaré. En 2017, une borne-fontaine d'adduction d'eau potable simplifiée (AEPS) est installée par la Croix-Rouge burkinabè dans la ville.
En plus des deux écoles primaires A et B, Dapélogo possède, depuis octobre 1994, un collège d'enseignement général (CEG) – qui accueille environ 550 élèves sur six classes en 2012 – tandis que le lycée départemental se trouve à Guiè.

## Religion
La ville possède une église catholique, une église pentecôtiste et une mosquée.